# Birra Peroni
Pour les articles homonymes, voir Peroni.

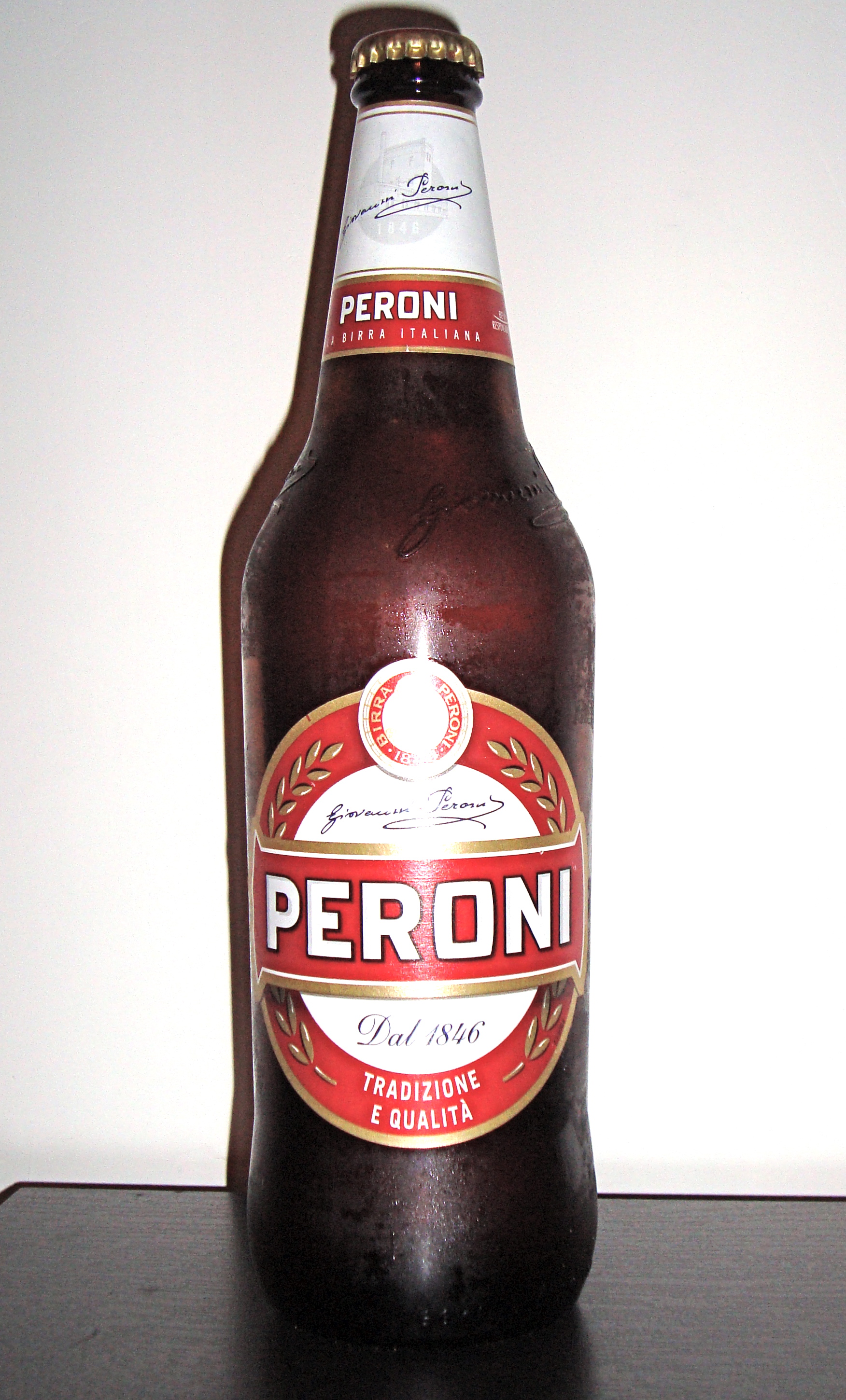
Une bouteille de bière Peroni.

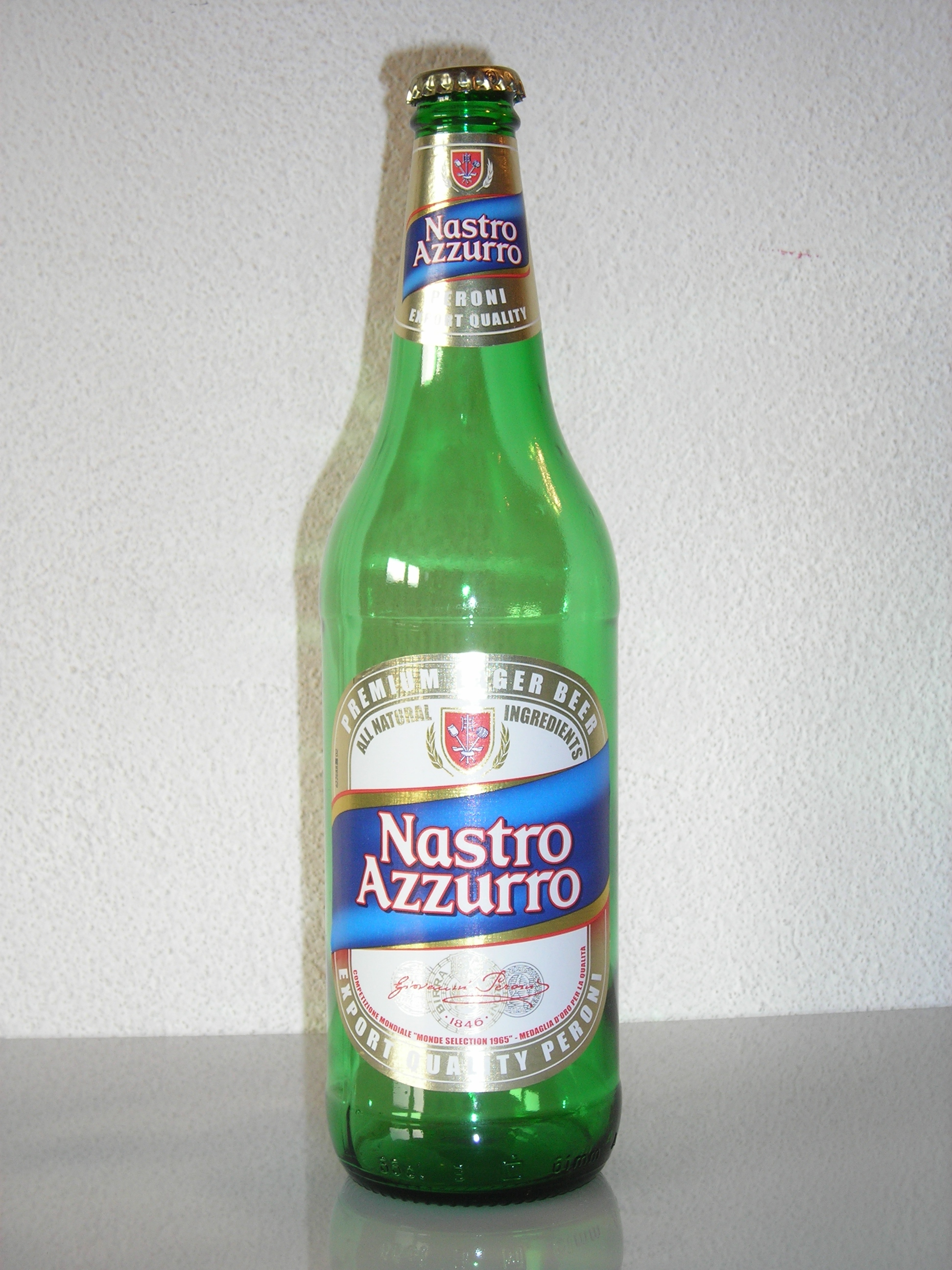
Une bouteille de bière Nastro Azzurro.

Birra Peroni est une brasserie italienne appartenant depuis 2016 au groupe japonais Asahi. Fondée en 1846 à Vigevano par Francesco Peroni, ses deux productions majoritaires sont la Peroni, une bière pale lager légère titrant à 4,7°, et la Nastro Azzurro, bière premium lager titrant à 5,1°.

## Histoire de la brasserie
Vingt-cinq ans après sa fondation, la brasserie Peroni est transférée à Rome en 1872 avant de devenir au cours du XXe siècle une des marques importantes de l'industrie italienne. Trois établissements de production existent actuellement en Italie : à Rome, Bari et Padoue. La quatrième génération de la famille Peroni y travaille, cependant en 2003, Peroni est acquise par la société sud-africaine SABMiller, numéro 2 mondial de la production de bière en volume,,. La production de Birra Peroni est de 4,7 millions d'hectolitres en 2005 et environ 5 millions en 2013.
La bière Peroni est le produit historique de la brasserie, commercialisé en bouteilles et cannettes de 33 cl, 50 cl et 66 cl. À l'étranger, elle est parfois appelée la Peroni Red.
Peroni produit également depuis 1963 une deuxième bière, la Nastro Azzurro. La brasserie fête le cinquantenaire de cette bière en 2013. Le nom signifiant « ruban bleu » en italien, lui vient du Ruban Bleu gagné par le paquebot italien Rex en 1933. Cette bière se boit entre 3 et 5 °C et la brasserie oriente sa publicité sur la fraicheur de la boisson (par une approche marketing orientée vers la montagne et la neige).
En 2016, Asahi rachète à SABMiller pour 2,55 milliards de dollars les marques Peroni, Grolsch, Meantime et les actifs associés. Ce dernier s'en sépare pour satisfaire aux exigences des autorités de la concurrence dans le cadre de son acquisition par Anheuser-Busch InBev.

## Sponsor
Peroni sponsorise les Grands Prix de vitesse moto, une équipe italienne s'appelle la Team Nastro Azzurro.
En avril 2019, alors que les phases finales du championnat d'Italie de rugby à XV s'apprêtent à être disputées, la compétition change d'identité et porte avec effet immédiat le nom Peroni Top 12, à la suite d'un contrat de trois années conclu avec la brasserie.